# Plavání na Letních olympijských hrách 1976
Plavání na Letních olympijských hrách 1976.

## Přehled medailí
| Pořadí | Země                                 | Zlato | Stříbro | Bronz | Celkově |
| ------ | ------------------------------------ | ----- | ------- | ----- | ------- |
| 1.     | Spojené státy americké (USA)         | 13    | 14      | 7     | 34      |
| 2.     | Německá demokratická republika (GDR) | 11    | 6       | 2     | 19      |
| 3.     | Sovětský svaz (URS)                  | 1     | 3       | 5     | 9       |
| 4.     | Velká Británie (GBR)                 | 1     | 1       | 1     | 3       |
| 5.     | Kanada (CAN)                         | 0     | 2       | 6     | 8       |
| 6.     | Západní Německo (FRG)                | 0     | 0       | 2     | 2       |
| 6.     | Nizozemsko (NED)                     | 0     | 0       | 2     | 2       |
| 8.     | Austrálie (AUS)                      | 0     | 0       | 1     | 1       |
| Celkem | Celkem                               | 26    | 26      | 26    | 78      |

## Medailisté

### Muži
| Kategorie                      | Zlato                                                                                    | Čas      | Stříbro                                                                                      | Čas      | Bronz                                                                                 | Čas      |
| ------------------------------ | ---------------------------------------------------------------------------------------- | -------- | -------------------------------------------------------------------------------------------- | -------- | ------------------------------------------------------------------------------------- | -------- |
| 100 m volný způsob             | Jim Montgomery · Spojené státy americké (USA)                                            | 49.99    | Jack Babashoff · Spojené státy americké (USA)                                                | 50.81    | Peter Nocke · Západní Německo (FRG)                                                   | 51.31    |
| 200 m volný způsob             | Bruce Furniss · Spojené státy americké (USA)                                             | 1:50.29  | John Naber · Spojené státy americké (USA)                                                    | 1:50.50  | Jim Montgomery · Spojené státy americké (USA)                                         | 1:50.58  |
| 400 m volný způsob             | Brian Goodell · Spojené státy americké (USA)                                             | 3:51.93  | Tim Shaw · Spojené státy americké (USA)                                                      | 3:52.54  | Vladimir Raskatov · Sovětský svaz (URS)                                               | 3:55.76  |
| 1500 m volný způsob            | Brian Goodell · Spojené státy americké (USA)                                             | 15:02.40 | Bobby Hackett · Spojené státy americké (USA)                                                 | 15:03.91 | Stephen Holland · Austrálie (AUS)                                                     | 15:04.66 |
| 100 m znak                     | John Naber · Spojené státy americké (USA)                                                | 55.49    | Peter Rocca · Spojené státy americké (USA)                                                   | 56.34    | Roland Matthes · Německá demokratická republika (GDR)                                 | 57.22    |
| 200 m znak                     | John Naber · Spojené státy americké (USA)                                                | 1:59.19  | Peter Rocca · Spojené státy americké (USA)                                                   | 2:00.55  | Dan Harrigan · Spojené státy americké (USA)                                           | 2:01.35  |
| 100 m prsa                     | John Hencken · Spojené státy americké (USA)                                              | 1:03.11  | David Wilkie · Velká Británie (GBR)                                                          | 1:03.43  | Arvydas Juozaitis · Sovětský svaz (URS)                                               | 1:04.23  |
| 200 m prsa                     | David Wilkie · Velká Británie (GBR)                                                      | 2:15.11  | John Hencken · Spojené státy americké (USA)                                                  | 2:17.26  | Rick Colella · Spojené státy americké (USA)                                           | 2:19.20  |
| 100 m motýlek                  | Matt Vogel · Spojené státy americké (USA)                                                | 54.35    | Joe Bottom · Spojené státy americké (USA)                                                    | 54.50    | Gary Hall, Sr. · Spojené státy americké (USA)                                         | 54.65    |
| 200 m motýlek                  | Mike Bruner · Spojené státy americké (USA)                                               | 1:59.23  | Steve Gregg · Spojené státy americké (USA)                                                   | 1:59.54  | Bill Forrester · Spojené státy americké (USA)                                         | 1:59.96  |
| 400 m polohový závod           | Rod Strachan · Spojené státy americké (USA)                                              | 4:23.68  | Tim McKee · Spojené státy americké (USA)                                                     | 4:24.62  | Andrej Smirnov · Sovětský svaz (URS)                                                  | 4:26.90  |
| štafeta 4×200 m volný způsob   | Spojené státy americké (USA) · John Naber · Mike Bruner · Bruce Furniss · Jim Montgomery | 7:23.22  | Sovětský svaz (URS) · Vladimir Raskatov · Andrej Bogdanov · Sergej Kopljakov · Andrej Krylov | 7:27.97  | Velká Británie (GBR) · Alan McClatchey · Brian Brinkley · Gordon Downie · David Dunne | 7:32.11  |
| štafeta 4×100 m polohový závod | Spojené státy americké (USA) · John Naber · John Hencken · Matt Vogel · Jim Montgomery   | 3:42.22  | Kanada (CAN) · Stephen Pickell · Graham Smith · Clay Evans · Gary MacDonald                  | 3:45.94  | Západní Německo (FRG) · Klaus Steinbach · Michael Kraus · Walter Kusch · Peter Nocke  | 3:47.29  |

* Nezúčastnili se finále, ale získali medaili.

### Ženy
| Kategorie                      | Zlato | Čas     | Stříbro | Čas     | Bronz                                                                                | Čas     |
| ------------------------------ | --- | ------- | --- | ------- | ------------------------------------------------------------------------------------ | ------- |
| 100 m volný způsob             | Kornelia Enderová · Německá demokratická republika (GDR)                                                             | 55.65   | Petra Priemerová · Německá demokratická republika (GDR)                                                             | 56.49   | Enith Brigithaová · Nizozemsko (NED)                                                 | 56.65   |
| 200 m volný způsob             | Kornelia Enderová · Německá demokratická republika (GDR)                                                             | 1:59.26 | Shirley Babashoffová · Spojené státy americké (USA)                                                                 | 2:01.22 | Enith Brigithaová · Nizozemsko (NED)                                                 | 2:01.40 |
| 400 m volný způsob             | Petra Thümerová · Německá demokratická republika (GDR)                                                               | 4:09.89 | Shirley Babashoffová · Spojené státy americké (USA)                                                                 | 4:10.46 | Shannon Smithová · Kanada (CAN)                                                      | 4:14.60 |
| 800 m volný způsob             | Petra Thümerová · Německá demokratická republika (GDR)                                                               | 8:37.14 | Shirley Babashoffová · Spojené státy americké (USA)                                                                 | 8:37.59 | Wendy Weinbergová · Spojené státy americké (USA)                                     | 8:42.60 |
| 100 m znak                     | Ulrike Richterová · Německá demokratická republika (GDR)                                                             | 1:01.83 | Birgit Treiberová · Německá demokratická republika (GDR)                                                            | 1:03.41 | Nancy Garapicková · Kanada (CAN)                                                     | 1:03.71 |
| 200 m znak                     | Ulrike Richterová · Německá demokratická republika (GDR)                                                             | 2:13.43 | Birgit Treiberová · Německá demokratická republika (GDR)                                                            | 2:14.97 | Nancy Garapicková · Kanada (CAN)                                                     | 2:15.60 |
| 100 m prsa                     | Hannelore Ankeová · Německá demokratická republika (GDR)                                                             | 1:11.16 | Ljubov Rusanovová · Sovětský svaz (URS)                                                                             | 1:13.04 | Marina Koševá · Sovětský svaz (URS)                                                  | 1:13.30 |
| 200 m prsa                     | Marina Koševá · Sovětský svaz (URS)                                                                                  | 2:33.35 | Marina Jurčeňa · Sovětský svaz (URS)                                                                                | 2:36.08 | Ljubov Rusanovová · Sovětský svaz (URS)                                              | 2:36.22 |
| 100 m motýlek                  | Kornelia Enderová · Německá demokratická republika (GDR)                                                             | 1:00.13 | Andrea Pollacková · Německá demokratická republika (GDR)                                                            | 1:00.98 | Wendy Boglioliová · Spojené státy americké (USA)                                     | 1:01.17 |
| 200 m motýlek                  | Andrea Pollacková · Německá demokratická republika (GDR)                                                             | 2:11.41 | Ulrike Tauberová · Německá demokratická republika (GDR)                                                             | 2:12.50 | Rosemarie Gabrielová · Německá demokratická republika (GDR)                          | 2:12.86 |
| 400 m polohový závod           | Ulrike Tauberová · Německá demokratická republika (GDR)                                                              | 4:42.77 | Cheryl Gibsonová · Kanada (CAN)                                                                                     | 4:48.10 | Becky Smithová · Kanada (CAN)                                                        | 4:50.48 |
| štafeta 4×100 m volný způsob   | Spojené státy americké (USA) · Kim Peytonová · Jill Sterkelová · Shirley Babashoffová · Wendy Boglioliová            | 3:44.82 | Německá demokratická republika (GDR) · Petra Priemerová · Kornelia Enderová · Claudia Hempelová · Andrea Pollacková | 3:45.50 | Kanada (CAN) · Becky Smithová · Gail Amundrudová · Barbara Clarková · Anne Jardinová | 3:48.81 |
| štafeta 4×100 m polohový závod | Německá demokratická republika (GDR) · Ulrike Richterová · Hannelore Ankeová · Kornelia Enderová · Andrea Pollacková | 4:07.95 | Spojené státy americké (USA) · Camille Wrightová · Shirley Babashoffová · Linda Jezeková · Lauri Sieringová         | 4:14.55 | Kanada (CAN) · Susan Sloanová · Robin Corsigliaová · Wendy Hoggová · Anne Jardinová  | 4:15.22 |

* Nezúčastnili se finále, ale získali medaili.